# Zibiška vas
Zibiška vas je naselje v Občini Šmarje pri Jelšah.